# آثار منتشرشده پس از مرگ
آثار منتشرشده پس از مرگ آخرین اثر فیلسوف آلمانی ایمانوئل کانت است که در سال ۱۸۰۴ درگذشت. اگرچه تلاش‌هایی برای انتشار آن در سال ۱۸۸۲ انجام شد، اما تا سال‌های ۱۹۳۶-۱۹۳۸ نسخهٔ کامل آلمانی آن منتشر نشد.

## تاریخچهٔ دستنوشته
یکی از مشکلاتی که دربارهٔ دستنوشتهٔ این اثر وجود داشت این بود که صفحات آن صحافی نشده بودند و پس از مرگ کانت افراد کنجکاوی که از خانهٔ او بازدید می‌کردند ترتیب آن‌ها را به هم ریختند. ارگوت آندرئاس واسیانسکی، وکیل کانت دستنوشته را به یوهان فردریش شولتس، دوست صمیمی و مفسر مورد اعتماد کانت اهدا کرد. با این حال شولتس اعلام کرد کانت تنها به نوشتن این اثر آغاز کرده و دستنوشته دستنوشته قابل ویرایش نیست. سپس شولتس دستنوشته را به کارل کریستوف شوئن داد که با خواهرزادهٔ کانت ازدواج کرده بود. شوئن تلاش کرد اثر را ویرایش کند اما پروژه را کنار نهاد. دستنوشته به مدت پنجاه سال میان اوراق او گم شد و پس از مرگش دخترش آن را پیدا کرد.